# Phorinia pulverulenta
Phorinia pulverulenta är en tvåvingeart som först beskrevs av Karsch 1886.  Phorinia pulverulenta ingår i släktet Phorinia och familjen parasitflugor. Inga underarter finns listade i Catalogue of Life.